# Jacques Tardi
Jacques Tardi (Valence, 30 agosto 1946) è un fumettista e illustratore francese.

## Biografia
Nato e cresciuto a Valence, nella regione dell'Alvernia-Rodano-Alpi, ha disegnato alcuni fumetti di Nestor Burma sui testi di Léo Malet. Nel 1976 ha creato il personaggio di Adèle Blanc-Sec (protagonista de "Le straordinarie avventure di Adèle Blanc-Sec"), trasposto al cinema da Luc Besson nel film Adèle e l'enigma del faraone (2010).
Nel 1985 ha vinto il Grand Prix de la ville d'Angoulême. Nel 2011 ha vinto due Eisner Award. Nel 2012 ha rifiutato la legion d'onore.
Ha un'ideologia di ispirazione anarchica.

## Opere disponibili in volume in italiano
Vengono presentate di seguito tutte le edizioni in volume delle opere di Tardi pubblicate in italiano, con rispettive prime pubblicazioni originali. L'elenco non è esaustivo delle opere di Tardi disponibili in italiano, in quanto alcune (come La vera storia del milite ignoto) sono state pubblicate solo su rivista. L'ordine segue cronologicamente le date di pubblicazioni italiane, e non quelle originali. Testi e disegni sono sempre dell'autore, tranne ove indicato diversamente:
- Polonius, su sceneggiatura di Picaret, Editrice Comic Art, 1977 (prima edizione originale: Polonius, Les Humanoïdes Associés, 1977)
- Il demone dei ghiacci, Edizioni L'Isola Trovata, 1979 (prima edizione originale: Le démon des glaces, Dargaud, 1974)
- Il paese chiuso, su sceneggiatura di Jean-Claude Forest, Edizioni L'Isola Trovata, 1980 (prima edizione originale: Ici Même, Casterman, 1979)
- Serie Le straordinarie avventure di Adèle Blanc-Sec (Les aventures extraordinaires d'Adèle Blanc-Sec):
  - Adèle Blanc-Sec. I nuovi misteri di Parigi, Milano Libri, 1981; contiene i primi due episodi della serie (prima edizione originale: Adèle et la bête e Le démon de la Tour Eiffel, entrambi pubblicati da Casterman nel 1976)
  - Le straordinarie avventure di Adèle Blanc-Sec. Volume I, Rizzoli Lizard, 2010; contiene i primi quattro episodi della serie (prima edizione originale: Adèle et la bête, Le démon de la Tour Eiffel, Le savant fou e Momies en folie, tutti e quattro pubblicati da Casterman rispettivamente nel 1976, 1976, 1977 e 1978)
  - Le straordinarie avventure di Adèle Blanc-Sec. Volume II, Rizzoli Lizard, 2011; contiene i successivi quattro episodi della serie (prima edizione originale: Le secret de la salamandre, Le noyé à deux têtes, Tous des monstres ! e Le mystère des profondeurs, tutti e quattro pubblicati da Casterman rispettivamente nel 1981, 1985, 1994 e 1998)
  - Il nono e il decimo (e ultimo) episodio sono inediti in italiano
- Serie Nestor Burma, tratta dagli omonimi romanzi di Léo Malet (Tardi ha realizzato i primi quattro volumi, basati su altrettanti romanzi, più altri due volumi che si sviluppano su sceneggiature proprie originali; la serie è proseguita con altri autori, delle cui opere non si dà conto in questa sede):
  - Nebbia sul ponte di Tolbiac, Hazard, 2000; contiene il primo episodio della serie (prima edizione originale: Brouillard au pont de Tolbiac, Casterman, 1982)
  - 120, rue de la Gare. Un caso per Nestor Burma, BUR, 2008; contiene il secondo episodio della serie (prima edizione originale: 120, rue de la Gare, Casterman, 1988)
  - Nebbia sul ponte di Tolbiac – Delitto al luna park. Nestor Burma e i misteri di Parigi, BUR, 2010; contiene il primo e il terzo episodio della serie (prima edizione originale: Brouillard au pont de Tolbiac e Casse-pipe à la Nation, entrambi pubblicati da Casterman rispettivamente nel 1982 e nel 1996)
  - Un cadavere in scena – Notte di sangue a Le Troncy. Nestor Burma e i misteri di Parigi, BUR, 2011 contiene il quarto episodio più il primo dei due episodi non tratti da un romanzo di Malet, con sceneggiatura originale di Tardi (prima edizione originale: M'as-tu vu en cadavre ? e Une gueule de bois en plomb, entrambi pubblicati da Casterman rispettivamente nel 2000 e nel 1990)
  - Il secondo episodio con sceneggiatura originale di Tardi (Du rififi à Menilmontant, pubblicato da Casterman nel 2024) è inedito in italiano
- Gli esuberati, su sceneggiatura di Daniel Pennac, Feltrinelli Editore, 2000 (prima edizione originale: La débauche, Futuropolis-Gallimard, 2000)
- Ammazzascarafaggi, su sceneggiatura di Benjamin Legrand, Coconino Press, 2001 (prima edizione originale: Tueur de cafards, Casterman, 1984)
- Il signore di Montetetro, su sceneggiatura di Jean-Claude Forest, Coconino Press, 2003; riedizione del volume Il paese chiuso (vedi sopra per i riferimenti)
- Griffu, su sceneggiatura di Jean-Patrick Manchette, Edizioni BD, 2006 (prima edizione originale: Griffu, Éditions du Square, 1978)
- Il piccolo blues della costa ovest, tratto dall'omonimo romanzo di Jean-Patrick Manchette, Edizioni BD, 2008 (prima edizione originale: Le petit bleu de la côte ouest, Les Humanoïdes Associés, 2005)
- Serie L'urlo del popolo (Le cri du peuple), tratta dall'omonimo romanzo di Jean Vautrin:
  - L'urlo del popolo. I cannoni del 18 marzo – La speranza assassinata, Double Shot, 2011; contiene i primi due episodi della serie (prima edizione originale: Les canons du 18 mars e L'espoir assassiné, entrambi pubblicati da Casterman rispettivamente nel 2001 e nel 2002)
  - L'urlo del popolo. Le ore insanguinate – Il testamento delle rovine, Double Shot, 2012; contiene gli ultimi due episodi della serie (prima edizione originale: Les heures sanglantes e Le testament des ruines, entrambi pubblicati da Casterman rispettivamente nel 2003 e nel 2004)
- Posizione di tiro, tratto dall'omonimo romanzo di Jean-Patrick Manchette, Coconino Press, 2011 (prima edizione originale: La position du tireur couché, Futuropolis, 2010)
- Era la guerra delle trincee, Edizioni BD, 2012 (prima edizione originale: C'était la guerre des tranchées, Casterman, 1993)
- Pazza da uccidere, tratto dall'omonimo romanzo di Jean-Patrick Manchette, Coconino Press, 2013 (prima edizione originale: Ô dingos, ô châteaux !, Futuropolis, 2011)
- Serie Io René Tardi, prigioniero di guerra allo Stalag IIB (Moi René Tardi, prisonnier de guerre au Stalag IIB):
  - Io René Tardi, prigioniero di guerra allo Stalag IIB, Coconino Press, 2013; contiene il primo episodio della serie (prima edizione originale: Moi René Tardi, prisonnier de guerre au Stalag IIB, Casterman, 2012)
  - Il secondo e il terzo episodio sono inediti in italiano
- Era la guerra delle trincee, collana Ai confini della Storia n. 20, RCS MediaGroup/Panini Comics, 2015; riedizione del volume Era la guerra delle trincee (vedi sopra per i riferimenti)
- Manchette–Tardi. L'integrale. Volume 1, Editoriale Cosmo, 2018; riedizione in un solo volume di Posizione di tiro e Pazza da uccidere (vedi sopra per i rispettivi riferimenti)
- Manchette–Tardi. L'integrale. Volume 2, Editoriale Cosmo, 2018; riedizione in un solo volume di Griffu e Il piccolo blues della costa ovest (vedi sopra per i rispettivi riferimenti); contiene anche i brevi frammenti incompiuti – precedentemente inediti in italiano – Fatale e Nada, il primo una sceneggiatura originale di Manchette per Tardi, poi riadattata dallo stesso scrittore in forma di romanzo, il secondo l'adattamento dell'omonimo romanzo
- Manchette–Tardi. L'integrale, Oblomov Edizioni, 2021; riprende in un unico tomo il contenuto dei due volumi pubblicati da Editoriale Cosmo (vedi sopra per i rispettivi riferimenti)
- Élise e i nuovi partigiani, su sceneggiatura di Dominique Grange, Oblomov Edizioni, 2022 (prima edizione originale: Élise et les nouveaux partisans, Delcourt, 2021)